# Nena (supercontinente)
Nena fue un supercontinente que surgió hace aproximadamente 1800 millones de años y que comprendía Siberia, Báltica, Groenlandia y Norteamérica. Nena se unió a Atlántica y Ur (que ya era más extenso) para luego formar Rodinia. El término Nena es un acrónimo que deriva de "Norte de Europa y Norte de América".[cita requerida]